# Les Pujols
Les Pujols är en kommun i departementet Ariège i regionen Occitanien i södra Frankrike. Kommunen ligger  i kantonen Pamiers-Est som ligger i arrondissementet Pamiers. År 2022 hade Les Pujols 862 invånare.

## Befolkningsutveckling
Antalet invånare i kommunen Les Pujols
Referens: INSEE